# SiN Episodes
SiN Episodes è una serie di sparatutto in prima persona, sviluppati da Ritual Entertainment e pubblicati dalla Valve Corporation, concepiti come sequel di SiN.

## Storia
La serie, pianificata per essere venduta tramite la piattaforma Steam, avrebbe dovuto essere composta da 9 episodi; ad oggi ne è stato pubblicato solamente uno, Emergence, nel 2006, ma a seguito del fallimento della Ritual Entertainment e dell'acquisizione di quest'ultima da parte della software house MumboJumbo, specializzata in titoli casual, e l'abbandono di diversi sviluppatori, la produzione dei successivi episodi è stata definitivamente cancellata.

## Personaggi
- Colonnello John R. Blade: protagonista e leader degli HardCORPS e ossessionato dall'idea di arrestare Elexis.
- Elexis Sinclaire: CEO della SinTEK, industria che compie esperimenti biotecnologici molto controversi e creatrice della droga mutagena "U4". Il modello del personaggio ricalca Bianca Beauchamp.
- JC Armack: Un giovane hacker che lavora alla HardCORPS (il nome è un chiaro riferimento a John Carmack).
- Jessica Cannon: Collega di Blade, è particolarmente abile nell'aprire qualunque porta di sicurezza. Il modello del personaggio ricalca Cindy Synnett.
- Viktor Radek: braccio destro di Elexis per la diffusione della droga "U4".